# La brújula rota
La brújula rota é uma telenovela mexicana, produzida pela Televisa e exibida em 1961 pelo Telesistema Mexicano.

## Elenco
- Jorge Mistral
- Ariadna Welter
- José Gálvez
- Guillermo Zetina
- Elda Peralta
- Andrea Palma
- Elsa Cárdenas
- Emilio Brillas
- Madaleine Vivo